# EPrix van Ad Diriyah 2023
De ePrix van Ad Diriyah 2023 werd gehouden over twee races op 27 en 28 januari 2023 op het Riyadh Street Circuit. Dit waren de tweede en derde race van het negende Formule E-seizoen.
De eerste race werd gewonnen door Porsche-coureur Pascal Wehrlein, die zijn tweede ePrix-zege behaalde. Jake Dennis werd voor Andretti tweede, terwijl Jaguar-rijder Sam Bird derde werd.
De tweede race werd ook gewonnen door Wehrlein, eveneens met Dennis op de tweede plaats. René Rast werd voor McLaren derde en behaalde de eerste podiumplaats van dit team in hun eerste seizoen van deelname.

## Race 1

### Kwalificatie

#### Groepsfase
De top vier uit iedere groep kwalificeerde zich voor de knockoutfase.
Groep A
| Pos | No | Coureur                | Team             | Tijd     |
| --- | -- | ---------------------- | ---------------- | -------- |
| 1   | 5  | Jake Hughes            | McLaren-Nissan   | 1:10:269 |
| 2   | 8  | Oliver Rowland         | Mahindra         | 1:10:600 |
| 3   | 33 | Dan Ticktum            | NIO              | 1:10:661 |
| 4   | 11 | Lucas di Grassi        | Mahindra         | 1:10:784 |
| 5   | 37 | Nick Cassidy           | Envision-Jaguar  | 1:10:829 |
| 6   | 27 | Jake Dennis            | Andretti-Porsche | 1:10:903 |
| 7   | 13 | António Félix da Costa | Porsche          | 1:10:940 |
| 8   | 17 | Norman Nato            | Nissan           | 1:10:985 |
| 9   | 23 | Sacha Fenestraz        | Nissan           | 1:11:073 |
| 10  | 48 | Edoardo Mortara        | Maserati         | 1:11:708 |
| 11  | 7  | Maximilian Günther     | Maserati         | 1:32:982 |

Groep B
| Pos | No | Coureur              | Team             | Tijd      |
| --- | -- | -------------------- | ---------------- | --------- |
| 1   | 10 | Sam Bird             | Jaguar           | 1:09:942  |
| 2   | 16 | Sébastien Buemi      | Envision-Jaguar  | 1:10:231  |
| 3   | 9  | Mitch Evans          | Jaguar           | 1:10:245  |
| 4   | 58 | René Rast            | McLaren-Nissan   | 1:10:265  |
| 5   | 94 | Pascal Wehrlein      | Porsche          | 1:10:407  |
| 6   | 3  | Sérgio Sette Câmara  | NIO              | 1:10:598  |
| 7   | 25 | Jean-Éric Vergne     | DS               | 1:10:602  |
| 8   | 36 | André Lotterer       | Andretti-Porsche | 1:10:607  |
| 9   | 1  | Stoffel Vandoorne    | DS               | 1:10:636  |
| 10  | 4  | Kelvin van der Linde | Abt-Mahindra     | 1:11.048  |
| 11  | 51 | Nico Müller          | Abt-Mahindra     | Geen tijd |

#### Knockoutfase
De combinatie letter/cijfer staat voor de groep waarin de betreffende coureur uitkwam en de positie die hij in deze groep behaalde.
|  | Kwartfinale     | Kwartfinale     |                 |          | Halve finale | Halve finale |  |  | Finale | Finale |
|  |                 |                 |                 |          |              |              |  |  |        |        |
|  |                 |                 |                 |          |              |              |  |  |        |        |
|  | A3-A2           |                 |                 |          |              |              |  |  |        |        |
|  |                 |                 |                 |          |              |              |  |  |        |        |
|  | Dan Ticktum     | 1:09.593        |                 |          |              |              |  |  |        |        |
|  | Dan Ticktum     | 1:09.593        | K1-K2           |          |              |              |  |  |        |        |
|  | Oliver Rowland  | 1:10:114        |                 |          |              |              |  |  |        |        |
|  | Oliver Rowland  | 1:10:114        | Dan Ticktum     | 1:10:246 |              |              |  |  |        |        |
|  | A4-A1           |                 | Dan Ticktum     | 1:10:246 |              |              |  |  |        |        |
|  |                 | Jake Hughes     | 1:09.779        |          |              |              |  |  |        |        |
|  | Lucas di Grassi | Jake Hughes     | 1:09.779        | 1:10:052 |              |              |  |  |        |        |
|  | Lucas di Grassi |                 | H1-H2           | 1:10:052 |              |              |  |  |        |        |
|  | Jake Hughes     | 1:09:713        |                 |          |              |              |  |  |        |        |
|  | Jake Hughes     | 1:09:713        | Jake Hughes     | 1:09:495 |              |              |  |  |        |        |
|  | B3-B2           |                 | Jake Hughes     | 1:09:495 |              |              |  |  |        |        |
|  |                 | Sébastien Buemi | 1:09:435        |          |              |              |  |  |        |        |
|  | Mitch Evans     | Sébastien Buemi | 1:09:435        | 1:10:039 |              |              |  |  |        |        |
|  | Mitch Evans     | K3-K4           |                 | 1:10:039 |              |              |  |  |        |        |
|  | Sébastien Buemi | 1:09:790        |                 |          |              |              |  |  |        |        |
|  | Sébastien Buemi | 1:09:790        | Sébastien Buemi | 1:09:366 |              |              |  |  |        |        |
|  | B4-B1           |                 | Sébastien Buemi | 1:09:366 |              |              |  |  |        |        |
|  |                 | Sam Bird        | 1:09:462        |          |              |              |  |  |        |        |
|  | René Rast       | Sam Bird        | 1:09:462        | 1:09:729 |              |              |  |  |        |        |
|  | René Rast       |                 |                 | 1:09:729 |              |              |  |  |        |        |
|  | Sam Bird        | 1:09:558        |                 |          |              |              |  |  |        |        |
|  | Sam Bird        | 1:09:558        |                 |          |              |              |  |  |        |        |

#### Startopstelling
| Pos | No | Coureur                | Team             |
| --- | -- | ---------------------- | ---------------- |
| 1   | 16 | Sébastien Buemi        | Envision-Jaguar  |
| 2   | 5  | Jake Hughes            | McLaren-Nissan   |
| 3   | 10 | Sam Bird               | Jaguar           |
| 4   | 33 | Dan Ticktum            | NIO              |
| 5   | 58 | René Rast              | McLaren-Nissan   |
| 6   | 9  | Mitch Evans            | Jaguar           |
| 7   | 11 | Lucas di Grassi        | Mahindra         |
| 8   | 8  | Oliver Rowland         | Mahindra         |
| 9   | 94 | Pascal Wehrlein        | Porsche          |
| 10  | 37 | Nick Cassidy           | Envision-Jaguar  |
| 11  | 27 | Jake Dennis            | Andretti-Porsche |
| 12  | 25 | Jean-Éric Vergne       | DS               |
| 13  | 13 | António Félix da Costa | Porsche          |
| 14  | 3  | Sérgio Sette Câmara    | NIO              |
| 15  | 36 | André Lotterer         | Andretti-Porsche |
| 16  | 17 | Norman Nato            | Nissan           |
| 17  | 1  | Stoffel Vandoorne      | DS               |
| 18  | 23 | Sacha Fenestraz        | Nissan           |
| 19  | 4  | Kelvin van der Linde   | Abt-Mahindra     |
| 20  | 48 | Edoardo Mortara        | Maserati         |
| 21  | 51 | Nico Müller            | Abt-Mahindra     |
| DNS | 7  | Maximilian Günther     | Maserati         |

### Race
| Pos | No | Coureur                | Team             | Rondes | Tijd/Oorzaak uitval | Grid | Punten |
| --- | -- | ---------------------- | ---------------- | ------ | ------------------- | ---- | ------ |
| 1   | 94 | Pascal Wehrlein        | Porsche          | 39     | 47:45:567           | 9    | 25     |
| 2   | 27 | Jake Dennis            | Andretti-Porsche | 39     | +0.531              | 11   | 18     |
| 3   | 10 | Sam Bird               | Jaguar           | 39     | +3.526              | 3    | 15     |
| 4   | 16 | Sébastien Buemi        | Envision-Jaguar  | 39     | +6.048              | 1    | 15     |
| 5   | 58 | René Rast              | McLaren-Nissan   | 39     | +7.471              | 5    | 11     |
| 6   | 37 | Nick Cassidy           | Envision-Jaguar  | 39     | +7.614              | 10   | 8      |
| 7   | 25 | Jean-Éric Vergne       | DS               | 39     | +12.394             | 12   | 6      |
| 8   | 5  | Jake Hughes            | McLaren-Nissan   | 39     | +15.187             | 2    | 4      |
| 9   | 36 | André Lotterer         | Andretti-Porsche | 39     | +15.563             | 15   | 2      |
| 10  | 9  | Mitch Evans            | Jaguar           | 39     | +17.914             | 6    | 1      |
| 11  | 1  | Stoffel Vandoorne      | DS               | 39     | +26.307             | 17   |        |
| 12  | 17 | Norman Nato            | Nissan           | 39     | +27.070             | 16   |        |
| 13  | 11 | Lucas di Grassi        | Mahindra         | 39     | +28.779             | 7    |        |
| 14  | 33 | Dan Ticktum            | NIO              | 39     | +37.318             | 4    |        |
| 15  | 3  | Sérgio Sette Câmara    | NIO              | 39     | +45.034             | 14   |        |
| 16  | 4  | Kelvin van der Linde   | Abt-Mahindra     | 39     | +1:00.135           | 19   |        |
| 17  | 23 | Sacha Fenestraz        | Nissan           | 39     | +1:09.547           | 18   |        |
| 18  | 8  | Oliver Rowland         | Mahindra         | 38     | +1 ronde            | 8    |        |
| 19  | 13 | António Félix da Costa | Porsche          | 38     | +1 ronde            | 13   |        |
| DNF | 48 | Edoardo Mortara        | Maserati         | 32     | Lekke band          | 20   |        |
| DNF | 51 | Nico Müller            | Abt-Mahindra     | 13     | Schade ongeluk      | 20   |        |
| DNS | 7  | Maximilian Günther     | Maserati         | 0      | Niet gestart        | 22   |        |

## Race 2

### Kwalificatie

#### Groepsfase
De top vier uit iedere groep kwalificeerde zich voor de knockoutfase.
Groep A
| Pos | No | Coureur                | Team             | Tijd     |
| --- | -- | ---------------------- | ---------------- | -------- |
| 1   | 5  | Jake Hughes            | McLaren-Nissan   | 1:09.361 |
| 2   | 16 | Sébastien Buemi        | Envision-Jaguar  | 1:09.422 |
| 3   | 1  | Stoffel Vandoorne      | DS               | 1:09.518 |
| 4   | 27 | Jake Dennis            | Andretti-Porsche | 1:09.572 |
| 5   | 10 | Sam Bird               | Jaguar           | 1:09.628 |
| 6   | 33 | Dan Ticktum            | NIO              | 1:09.698 |
| 7   | 3  | Sérgio Sette Câmara    | NIO              | 1:09.735 |
| 8   | 37 | Nick Cassidy           | Envision-Jaguar  | 1:09.761 |
| 9   | 13 | António Félix da Costa | Porsche          | 1:09.832 |
| 10  | 17 | Norman Nato            | Nissan           | 1:10.107 |
| 11  | 4  | Kelvin van der Linde   | Abt-Mahindra     | 1:10.221 |

Groep B
| Pos | No | Coureur            | Team             | Tijd     |
| --- | -- | ------------------ | ---------------- | -------- |
| 1   | 9  | Mitch Evans        | Jaguar           | 1:09.401 |
| 2   | 58 | René Rast          | McLaren-Nissan   | 1:09.435 |
| 3   | 94 | Pascal Wehrlein    | Porsche          | 1:09.576 |
| 4   | 48 | Edoardo Mortara    | Maserati         | 1:09.623 |
| 5   | 7  | Maximilian Günther | Maserati         | 1:09.643 |
| 6   | 23 | Sacha Fenestraz    | Nissan           | 1:09.670 |
| 7   | 8  | Oliver Rowland     | Mahindra         | 1:09.690 |
| 8   | 25 | Jean-Éric Vergne   | DS               | 1:09.794 |
| 9   | 36 | André Lotterer     | Andretti-Porsche | 1:09.843 |
| 10  | 11 | Lucas di Grassi    | Mahindra         | 1:09.975 |
| 11  | 51 | Nico Müller        | Abt-Mahindra     | 1:10.072 |

#### Knockoutfase
De combinatie letter/cijfer staat voor de groep waarin de betreffende coureur uitkwam en de positie die hij in deze groep behaalde.
|  | Kwartfinale       | Kwartfinale |                 |          | Halve finale | Halve finale |  |  | Finale | Finale |
|  |                   |             |                 |          |              |              |  |  |        |        |
|  |                   |             |                 |          |              |              |  |  |        |        |
|  | A3-A2             |             |                 |          |              |              |  |  |        |        |
|  |                   |             |                 |          |              |              |  |  |        |        |
|  | Stoffel Vandoorne | 1:09.282    |                 |          |              |              |  |  |        |        |
|  | Stoffel Vandoorne | 1:09.282    | K1-K2           |          |              |              |  |  |        |        |
|  | Sébastien Buemi   | 1:08.925    |                 |          |              |              |  |  |        |        |
|  | Sébastien Buemi   | 1:08.925    | Sébastien Buemi | 1:08.926 |              |              |  |  |        |        |
|  | A4-A1             |             | Sébastien Buemi | 1:08.926 |              |              |  |  |        |        |
|  |                   | Jake Hughes | 1:08.680        |          |              |              |  |  |        |        |
|  | Jake Dennis       | Jake Hughes | 1:08.680        | 1:09.198 |              |              |  |  |        |        |
|  | Jake Dennis       |             | H1-H2           | 1:09.198 |              |              |  |  |        |        |
|  | Jake Hughes       | 1:08.748    |                 |          |              |              |  |  |        |        |
|  | Jake Hughes       | 1:08.748    | Jake Hughes     | 1:08.693 |              |              |  |  |        |        |
|  | B3-B2             |             | Jake Hughes     | 1:08.693 |              |              |  |  |        |        |
|  |                   | Mitch Evans | 1:08.797        |          |              |              |  |  |        |        |
|  | Pascal Wehrlein   | Mitch Evans | 1:08.797        | 1:09.028 |              |              |  |  |        |        |
|  | Pascal Wehrlein   | K3-K4       |                 | 1:09.028 |              |              |  |  |        |        |
|  | René Rast         | 1:08.855    |                 |          |              |              |  |  |        |        |
|  | René Rast         | 1:08.855    | René Rast       | 1:08.922 |              |              |  |  |        |        |
|  | B4-B1             |             | René Rast       | 1:08.922 |              |              |  |  |        |        |
|  |                   | Mitch Evans | 1:08.690        |          |              |              |  |  |        |        |
|  | Edoardo Mortara   | Mitch Evans | 1:08.690        | 1:09.279 |              |              |  |  |        |        |
|  | Edoardo Mortara   |             |                 | 1:09.279 |              |              |  |  |        |        |
|  | Mitch Evans       | 1:08.909    |                 |          |              |              |  |  |        |        |
|  | Mitch Evans       | 1:08.909    |                 |          |              |              |  |  |        |        |

#### Startopstelling
| Pos | No | Coureur                | Team             |
| --- | -- | ---------------------- | ---------------- |
| 1   | 5  | Jake Hughes            | McLaren-Nissan   |
| 2   | 9  | Mitch Evans            | Jaguar           |
| 3   | 58 | René Rast              | McLaren-Nissan   |
| 4   | 16 | Sébastien Buemi        | Envision-Jaguar  |
| 5   | 94 | Pascal Wehrlein        | Porsche          |
| 6   | 27 | Jake Dennis            | Andretti-Porsche |
| 7   | 48 | Edoardo Mortara        | Maserati         |
| 8   | 1  | Stoffel Vandoorne      | DS               |
| 9   | 10 | Sam Bird               | Jaguar           |
| 10  | 7  | Maximilian Günther     | Maserati         |
| 11  | 33 | Dan Ticktum            | NIO              |
| 12  | 23 | Sacha Fenestraz        | Nissan           |
| 13  | 3  | Sérgio Sette Câmara    | NIO              |
| 14  | 8  | Oliver Rowland         | Mahindra         |
| 15  | 37 | Nick Cassidy           | Envision-Jaguar  |
| 16  | 25 | Jean-Éric Vergne       | DS               |
| 17  | 13 | António Félix da Costa | Porsche          |
| 18  | 36 | André Lotterer         | Andretti-Porsche |
| 19  | 17 | Norman Nato            | Nissan           |
| 20  | 11 | Lucas di Grassi        | Mahindra         |
| 21  | 4  | Kelvin van der Linde   | Abt-Mahindra     |
| 22  | 51 | Nico Müller            | Abt-Mahindra     |

### Race
| Pos | No | Coureur                | Team             | Rondes | Tijd/Oorzaak uitval | Grid | Punten |
| --- | -- | ---------------------- | ---------------- | ------ | ------------------- | ---- | ------ |
| 1   | 94 | Pascal Wehrlein        | Porsche          | 40     | 50:40.304           | 5    | 25     |
| 2   | 27 | Jake Dennis            | Andretti-Porsche | 40     | +1.252              | 6    | 18     |
| 3   | 58 | René Rast              | McLaren-Nissan   | 40     | +4.554              | 3    | 15     |
| 4   | 10 | Sam Bird               | Jaguar           | 40     | +4.851              | 9    | 13     |
| 5   | 5  | Jake Hughes            | McLaren-Nissan   | 40     | +10.869             | 1    | 13     |
| 6   | 16 | Sébastien Buemi        | Envision-Jaguar  | 40     | +10.947             | 4    | 8      |
| 7   | 9  | Mitch Evans            | Jaguar           | 40     | +11.088             | 2    | 6      |
| 8   | 23 | Sacha Fenestraz        | Nissan           | 40     | +12.409             | 12   | 4      |
| 9   | 48 | Edoardo Mortara        | Maserati         | 40     | +12.753             | 7    | 2      |
| 10  | 33 | Dan Ticktum            | NIO              | 40     | +13.275             | 11   | 1      |
| 11  | 13 | António Félix da Costa | Porsche          | 40     | +15.229             | 17   |        |
| 12  | 36 | André Lotterer         | Andretti-Porsche | 40     | +15.623             | 18   |        |
| 13  | 37 | Nick Cassidy           | Envision-Jaguar  | 40     | +17.038             | 15   |        |
| 14  | 17 | Norman Nato            | Nissan           | 40     | +19.569             | 19   |        |
| 15  | 11 | Lucas di Grassi        | Mahindra         | 40     | +20.796             | 20   |        |
| 16  | 25 | Jean-Éric Vergne       | DS               | 40     | +21.221             | 16   |        |
| 17  | 3  | Sérgio Sette Câmara    | NIO              | 40     | +22.243             | 13   |        |
| 18  | 4  | Kelvin van der Linde   | Abt-Mahindra     | 40     | +25.291             | 21   |        |
| 19  | 7  | Maximilian Günther     | Maserati         | 40     | +27.137             | 10   |        |
| 20  | 1  | Stoffel Vandoorne      | DS               | 40     | +37.572             | 8    |        |
| DNF | 8  | Oliver Rowland         | Mahindra         | 30     | Uitgevallen         | 14   |        |
| DNF | 51 | Nico Müller            | Abt-Mahindra     | 25     | Ongeluk             | 22   |        |

## Tussenstanden wereldkampioenschap

### Coureurs
| Positie | No. | Rijder          | Team             | Punten |
| ------- | --- | --------------- | ---------------- | ------ |
| 01      | 94  | Pascal Wehrlein | Porsche          | 68     |
| 02      | 27  | Jake Dennis     | Andretti-Porsche | 62     |
| 03      | 16  | Sébastien Buemi | Envision-Jaguar  | 31     |
| 04      | 10  | Sam Bird        | Jaguar           | 28     |
| 05      | 5   | Jake Hughes     | McLaren-Nissan   | 27     |
| 06      | 58  | René Rast       | McLaren-Nissan   | 26     |
| 07      | 11  | Lucas di Grassi | Mahindra         | 18     |
| 08      | 36  | André Lotterer  | Andretti-Porsche | 14     |
| 09      | 9   | Mitch Evans     | Jaguar           | 11     |
| 10      | 37  | Nick Cassidy    | Envision-Jaguar  | 10     |

### Constructeurs
| Positie | Team             | Punten |
| ------- | ---------------- | ------ |
| 01      | Andretti-Porsche | 76     |
| 02      | Porsche          | 74     |
| 03      | McLaren-Nissan   | 53     |
| 04      | Envision-Jaguar  | 41     |
| 05      | Jaguar           | 39     |
| 06      | Mahindra         | 18     |
| 07      | DS               | 07     |
| 08      | Nissan           | 04     |
| 09      | Maserati         | 02     |
| 10      | NIO              | 01     |